# Élections législatives de 1876 dans la Loire
Les élections législatives de 1876 ont eu lieu les 20 février et 5 mars 1876.

## Résultats à l'échelle du département
| Partis         | Partis              | Premier tour | Premier tour | Sièges |
| Partis         | Partis              | Voix         | %            | Sièges |
| -------------- | ------------------- | ------------ | ------------ | ------ |
|                | Gauche républicaine | 29 996       | 30,80        | 3      |
|                | Union républicaine  | 18 446       | 18,94        | 2      |
|                | Extrême gauche      | 13 046       | 13,39        | 1      |
|                | Orléanistes         | 12 224       | 12,55        | 0      |
|                | Bonapartistes       | 9 795        | 10,06        | 0      |
|                | Centre gauche       | 9 705        | 9,96         | 1      |
|                | Légitimistes        | 4 184        | 4,30         | 0      |
|                |                     |              |              |        |
| Inscrits       | Inscrits            | 145 570      | 100,00       | 7      |
| Votants        | Votants             | 99 330       | 68,24        |        |
| Abstentions    | Abstentions         | 46 240       | 31,76        |        |
| Blancs et nuls | Blancs et nuls      | 1 934        | 1,95         |        |
| Exprimés       | Exprimés            | 97 396       | 98,05        |        |

## Résultats par arrondissement

### Arrondissement de Montbrison

#### 1recirconscription
| Candidat       | Candidat                                  | Parti              | Premier tour | Premier tour |
| Candidat       | Candidat                                  | Parti              | Voix         | %            |
| -------------- | ----------------------------------------- | ------------------ | ------------ | ------------ |
|                | Jean-Baptiste Chavassieu                  | Union républicaine | 7 939        | 62,75        |
|                | Pierre-Christophe Régis Bouchetal-Laroche | Bonapartiste       | 4 712        | 37,25        |
|                |                                           |                    |              |              |
| Inscrits       | Inscrits                                  | Inscrits           | 17 068       | 100,00       |
| Votants        | Votants                                   | Votants            | 12 682       | 74,30        |
| Abstention     | Abstention                                | Abstention         | 4 386        | 25,70        |
| Blancs et nuls | Blancs et nuls                            | Blancs et nuls     | 31           | 0,24         |
| Exprimés       | Exprimés                                  | Exprimés           | 12 651       | 99,76        |

#### 2ecirconscription
| Candidat       | Candidat           | Parti               | Premier tour | Premier tour |
| Candidat       | Candidat           | Parti               | Voix         | %            |
| -------------- | ------------------ | ------------------- | ------------ | ------------ |
|                | Francisque Reymond | Gauche républicaine | 9 334        | 69,79        |
|                | Alexandre Jullien  | Constitutionnel     | 4 040        | 3,21         |
|                |                    |                     |              |              |
| Inscrits       | Inscrits           | Inscrits            | 17 686       | 100,00       |
| Votants        | Votants            | Votants             | 13 393       | 75,73        |
| Abstention     | Abstention         | Abstention          | 4 293        | 24,27        |
| Blancs et nuls | Blancs et nuls     | Blancs et nuls      | 19           | 0,14         |
| Exprimés       | Exprimés           | Exprimés            | 13 374       | 99,86        |

### Arrondissement de Roanne

#### 1recirconscription
| Candidat       | Candidat        | Parti          | Premier tour | Premier tour |
| Candidat       | Candidat        | Parti          | Voix         | %            |
| -------------- | --------------- | -------------- | ------------ | ------------ |
|                | Charles Cherpin | Centre gauche  | 9 705        | 65,63        |
|                | Claude Genton   | Bonapartiste   | 5 083        | 34,37        |
|                |                 |                |              |              |
| Inscrits       | Inscrits        | Inscrits       | 19 533       | 100,00       |
| Votants        | Votants         | Votants        | 14 844       | 75,99        |
| Abstention     | Abstention      | Abstention     | 4 689        | 24,01        |
| Blancs et nuls | Blancs et nuls  | Blancs et nuls | 56           | 0,38         |
| Exprimés       | Exprimés        | Exprimés       | 14 788       | 99,62        |

#### 2ecirconscription
| Candidat       | Candidat         | Parti               | Premier tour | Premier tour |
| Candidat       | Candidat         | Parti               | Voix         | %            |
| -------------- | ---------------- | ------------------- | ------------ | ------------ |
|                | Étienne Brossard | Gauche républicaine | 10 680       | 64,71        |
|                | Auguste Boullier | Constitutionnel     | 5 824        | 35,29        |
|                |                  |                     |              |              |
| Inscrits       | Inscrits         | Inscrits            | 20 849       | 100,00       |
| Votants        | Votants          | Votants             | 16 570       | 79,48        |
| Abstention     | Abstention       | Abstention          | 4 279        | 20,52        |
| Blancs et nuls | Blancs et nuls   | Blancs et nuls      | 66           | 0,40         |
| Exprimés       | Exprimés         | Exprimés            | 16 504       | 99,60        |

### Arrondissement de Saint-Étienne

#### 1recirconscription
| Candidat       | Candidat             | Parti          | Premier tour | Premier tour |
| Candidat       | Candidat             | Parti          | Voix         | %            |
| -------------- | -------------------- | -------------- | ------------ | ------------ |
|                | Christophe Bertholon | Extrême gauche | 7 865        | 60,29        |
|                | Martin Bernard       | Extrême gauche | 5 181        | 39,71        |
|                |                      |                |              |              |
| Inscrits       | Inscrits             | Inscrits       | 31 286       | 100,00       |
| Votants        | Votants              | Votants        | 14 598       | 46,66        |
| Abstention     | Abstention           | Abstention     | 16 688       | 53,34        |
| Blancs et nuls | Blancs et nuls       | Blancs et nuls | 1 552        | 10,63        |
| Exprimés       | Exprimés             | Exprimés       | 13 046       | 89,37        |

#### 2ecirconscription
| Candidat       | Candidat                | Parti              | Premier tour | Premier tour |
| Candidat       | Candidat                | Parti              | Voix         | %            |
| -------------- | ----------------------- | ------------------ | ------------ | ------------ |
|                | Émile Crozet-Fourneyron | Union républicaine | 10 507       | 81,66        |
|                | Heurtier                | Orléaniste         | 2 360        | 18,34        |
|                |                         |                    |              |              |
| Inscrits       | Inscrits                | Inscrits           | 19 901       | 100,00       |
| Votants        | Votants                 | Votants            | 13 056       | 65,60        |
| Abstention     | Abstention              | Abstention         | 6 845        | 34,40        |
| Blancs et nuls | Blancs et nuls          | Blancs et nuls     | 189          | 1,45         |
| Exprimés       | Exprimés                | Exprimés           | 12 867       | 98,55        |

#### 3ecirconscription
| Candidat       | Candidat        | Parti               | Premier tour | Premier tour |
| Candidat       | Candidat        | Parti               | Voix         | %            |
| -------------- | --------------- | ------------------- | ------------ | ------------ |
|                | Pétrus Richarme | Gauche républicaine | 9 982        | 70,46        |
|                | Charles Neyrand | Légitimiste         | 4 184        | 29,54        |
|                |                 |                     |              |              |
| Inscrits       | Inscrits        | Inscrits            | 19 247       | 100,00       |
| Votants        | Votants         | Votants             | 14 187       | 73,71        |
| Abstention     | Abstention      | Abstention          | 5 060        | 26,29        |
| Blancs et nuls | Blancs et nuls  | Blancs et nuls      | 21           | 0,15         |
| Exprimés       | Exprimés        | Exprimés            | 14 166       | 99,85        |